# PROU! (Txèquia)
Prou! (en txec Stačilo!) és una coalició electoral d'esquerra de Txèquia, impulsada pel Partit Comunista de Bohèmia i Moràvia (KSČM), Demòcrates Units - Associació d'Independents (SD-SN), el Partit Nacional Social Txec (ČSNS) i candidats independents.

## Història
El novembre de 2023, el KSČM anunciava la seva intenció de formar una àmplia coalició electoral per a les eleccions europees de 2024. El 4 de desembre es presentava Prou! amb l'objectiu "d'unir partits i moviments d'esquerres i patriòtics que no siguin indiferents a la posició de la República Txeca en la Unió Europea, la pràctica de la censura, el malbaratament de diners en armes, o de polítiques socials ineficaces que condueixen a diferències espantoses en el salari mínim dins de la UE". Inicialment, l'aliança estava formada pel KSČM i els SD-SN, però al març de 2024 el ČSNS, partit històric del país, anunciava la seva integració en la coalició.
A les eleccions europees, la coalició obtindria el 9.5% i dos eurodiputats, superant les expectatives. Com a conseqüència, mantindrien l'aliança per a les eleccions regionals del mateix any, aconseguint 40 consellers en pràcticament totes les regions de Txèquia amb socis puntuals com SocDem.
El 16 de novembre de 2024, el KSČM va anunciar la renovació de la coalició per a les eleccions legislatives de 2025, però en forma de partit per evitar el llindar electoral més alt. Diversos partits com els Socialdemòcrates, Jurament o la Sobirania Txeca de la Socialdemocràcia van admetre converses per integrar-se en la llista. La portaveu de Prou!, en aquest sentit, va declarar que qualsevol partit que volgués unir-se a la coalició hauria de respectar les seves demandes fonamentals, inclosa una llei d'agents estrangers, el referèndum sobre la sortida de la República Txeca de la Unió Europea i l'OTAN i posar els mitjans públics sota control directe de l'estat. Posteriorment s'arribaria a un acord d'integració amb els Socialdemòcrates i amb els regionalistes de Moravané.

## Composició

### Partits membres
| Partits | Partits                                      | Entrada         | Ideologia        | Líder            | MEPs   | Consellers regionals |
| ------- | -------------------------------------------- | --------------- | ---------------- | ---------------- | ------ | -------------------- |
|         | Partit Comunista de Bohèmia i Moràvia        | Fundador (2024) | Comunisme        | Kateřina Konečná | 1 / 21 | 32 / 675             |
|         | Demòcrates Units - Associació d'Independents | Fundador (2024) | Conservadorisme  | Alena Dernerová  | 1 / 21 | 2 / 675              |
|         | Partit Nacional Social Txec                  | Fundador (2024) | Nacionalisme     | Michal Klusáček  | 0 / 21 | 2 / 675              |
|         | Socialdemocràcia                             | 2025            | Socialdemocràcia | Jana Maláčová    | 0 / 21 | 12 / 675             |
|         | Moravané                                     | 2025            | Regionalisme     | Ctirad Musil     | 0 / 21 | 0 / 675              |

### Socis regionals
| Partits | Partits                                | Ideologia                | Líder           | Consellers regionals |
| ------- | -------------------------------------- | ------------------------ | --------------- | -------------------- |
|         | Sobirania Txeca de la Socialdemocràcia | Nacionalisme d'esquerres | Jiří Paroubek   | 2 / 675              |
|         | DOMOV [cs]                             | Nacionalisme             | David Tygr Ploc | 0 / 675              |

## Resultats electorals

### Cambra dels Diputats
| Any  | Líder            | Vots | %   | Escons  | Pos. | Govern |
| ---- | ---------------- | ---- | --- | ------- | ---- | ------ |
| 2025 | Kateřina Konečná | TBD  | TBD | 0 / 200 | TBD  | TBD    |

### Parlament Europeu
| Any  | Líder            | Vots    | %         | Escons | +/− | Grup |
| ---- | ---------------- | ------- | --------- | ------ | --- | ---- |
| 2024 | Kateřina Konečná | 283,935 | 9.56 (#4) | 2 / 21 | Nou | NI   |